# Úrvalsdeild kvenna 2011
La Úrvalsdeild kvenna 2011, indicata ufficialmente Pepsi deild kvenna 2011 per ragioni di sponsorizzazione, è stata la 41ª edizione della massima divisione del campionato islandese femminile di calcio.
Il campionato è stato vinto dallo Stjarnan, per la prima volta nella sua storia sportiva, totalizzando 51 punti, grazie a 19 incontri vinti durante la stagione e una sola sconfitta. Migliore marcatrice del torneo è la statunitense Ashley Bares, dello Stjarnan, con 21 reti siglate.

## Stagione

### Novità
Dalla Úrvalsdeild kvenna 2010 erano stati retrocessi il FH Hafnarfjarðar e l'Haukar, mentre dalla 1. deild kvenna erano stati promossi il Þróttur e l'ÍBV Vestmannæyja, rispettivamente vincitori dei gironi A e B.

### Formula
Le dieci squadre partecipanti si sono affrontate in un girone all'italiana con partite di andata e ritorno per un totale di 18 giornate. La prima classificata è campione d'Islanda ed è ammessa alla UEFA Women's Champions League 2012-2013. Le ultime due classificate sono retrocesse in 1. deild kvenna.

## Squadre partecipanti
| Club             | Città          | Stadio             | Stagione precedente                         |
| ---------------- | -------------- | ------------------ | ------------------------------------------- |
| Afturelding      | Mosfellsbær    | N1-völlurinn Varmá | 8º posto in Úrvalsdeild                     |
| Breiðablik       | Kópavogur      | Kópavogsvöllur     | 3º posto in Úrvalsdeild                     |
| Fylkir           | Reykjavík      | Fylkisvöllur       | 5º posto in Úrvalsdeild                     |
| Grindavík        | Grindavík      | Grindavíkurvöllur  | 7º posto in Úrvalsdeild                     |
| ÍBV Vestmannæyja | Vestmannaeyjar | Hásteinsvöllur     | 1º posto nel girone B della 1. deild kvenna |
| KR Reykjavík     | Reykjavík      | Alvogenvöllurinn   | 1º posto in 1. deild kvenna                 |
| Stjarnan         | Garðabær       | Samsung völlurinn  | 6º posto in Úrvalsdeild                     |
| Þór/KA           | Akureyri       | Thórsvöllur        | 2º posto in Úrvalsdeild                     |
| Þróttur          | Reykjavík      | Valbjarnarvöllur   | 1º posto nel girone A della 1. deild kvenna |
| Valur            | Reykjavík      | Valsvöllur         | Campione d'Islanda                          |

## Classifica finale
Fonte: sito ufficiale.
|                    | Pos. | Squadra          | Pt | G  | V  | N | P  | GF | GS | DR  |
| ------------------ | ---- | ---------------- | -- | -- | -- | - | -- | -- | -- | --- |
| Islanda (bandiera) | 1.   | Stjarnan         | 51 | 18 | 17 | 0 | 1  | 57 | 14 | +43 |
|                    | 2.   | Valur            | 42 | 18 | 13 | 3 | 2  | 56 | 16 | +40 |
|                    | 3.   | ÍBV Vestmannæyja | 34 | 18 | 10 | 4 | 4  | 41 | 15 | +26 |
|                    | 4.   | Þór/KA           | 32 | 18 | 10 | 2 | 6  | 39 | 30 | +9  |
|                    | 5.   | Fylkir           | 26 | 18 | 8  | 2 | 8  | 27 | 30 | -3  |
|                    | 6.   | Breiðablik       | 23 | 18 | 7  | 2 | 9  | 31 | 37 | -6  |
|                    | 7.   | Afturelding      | 15 | 18 | 4  | 3 | 11 | 16 | 40 | -24 |
|                    | 8.   | KR Reykjavík     | 13 | 18 | 3  | 4 | 11 | 17 | 38 | -21 |
|                    | 9.   | Grindavík        | 13 | 18 | 4  | 1 | 13 | 20 | 52 | -32 |
|                    | 10.  | Þróttur          | 9  | 18 | 2  | 3 | 13 | 19 | 51 | -32 |

Legenda:
      Campione d'Islanda e ammesso in UEFA Women's Champions League 2012-2013.
      Retrocesso in 1. deild kvenna.
Note:
Tre punti a vittoria, uno a pareggio, zero a sconfitta.
A parità di punti:
- Squadre classificate con la differenza reti;
- Maggior numero di gol realizzati;
- Punti negli scontri diretti;
- Differenza reti negli scontri diretti;
- Maggior numero di gol realizzati in trasferta negli scontri diretti.

## Risultati

### Tabellone
|                  | Aft  | Bre  | Fyl  | Gri  | ÍBV  | KR   | Stj  | Þór  | Þró  | Val  |
| ---------------- | ---- | ---- | ---- | ---- | ---- | ---- | ---- | ---- | ---- | ---- |
| Afturelding      | –––– | 0-3  | 1-1  | 3-0  | 2-1  | 0-0  | 0-4  | 1-0  | 1-2  | 1-4  |
| Breiðablik       | 4-0  | –––– | 2-1  | 2-3  | 0-2  | 3-2  | 0-4  | 2-4  | 1-1  | 1-3  |
| Fylkir           | 3-1  | 1-2  | –––– | 1-2  | 2-0  | 4-1  | 1-4  | 3-1  | 2-1  | 1-1  |
| Grindavík        | 2-1  | 1-5  | 1-3  | –––– | 0-4  | 1-1  | 0-7  | 1-2  | 3-2  | 0-6  |
| ÍBV Vestmannæyja | 5-0  | 2-2  | 2-0  | 2-1  | –––– | 4-0  | 1-2  | 0-0  | 2-0  | 1-0  |
| KR Reykjavík     | 0-3  | 2-1  | 0-1  | 2-1  | 0-0  | –––– | 2-3  | 3-0  | 0-5  | 1-2  |
| Stjarnan         | 3-0  | 5-0  | 3-0  | 3-1  | 2-1  | 2-1  | –––– | 2-0  | 4-0  | 2-1  |
| Þór/KA           | 3-1  | 3-1  | 3-1  | 3-0  | 0-5  | 4-0  | 1-2  | –––– | 4-2  | 1-1  |
| Þróttur          | 1-1  | 0-1  | 1-2  | 4-2  | 0-5  | 1-1  | 2-4  | 1-7  | –––– | 1-3  |
| Valur            | 4-0  | 3-1  | 4-0  | 1-0  | 4-4  | 3-1  | 2-1  | 6-1  | 5-0  | –––– |

## Statistiche

### Classifica marcatrici
Statistiche tratte dal sito ufficiale ksi.is e soccerway.com
| Gol | Rigori |  | Giocatore                     | Squadra          |
| --- | ------ |  | ----------------------------- | ---------------- |
| 21  |        |  | Ashley Bares                  | Stjarnan         |
| 14  |        |  | Kristín Ýr Bjarnadóttir       | Valur            |
| 14  |        |  | Berglind Björg Þorvaldsdóttir | ÍBV Vestmannæyja |
| 13  |        |  | Manya Janine Makoski          | Þór/KA           |
| 13  |        |  | Danka Podovac                 | ÍBV Vestmannæyja |
| 12  |        |  | Shaneka Gordon                | Grindavík        |
| 9   |        |  | Anna Björg Björnsdóttir       | Fylkir           |
| 9   |        |  | Fanndís Friðriksdóttir        | Breiðablik       |
| 9   |        |  | Mateja Zver                   | Þór/KA           |